# Eraric
Eraric (d. 541) a fost pentru scurtă vreme rege al ostrogoților din Italia.
Eraric a fost ales ca urmare a faptului că era cel mai distins în cadrul grupului rugilor din confederația ostrogoților. El a convocat un conciliu cu scopul de a convinge confederația să încheie pace cu împăratul bizantin Iustinian I, punându-se sub suzeranitatea romană. Ostrogoții s-au opus încheierii luptei cu bizantinii, alegând în schimb pe nepotul lui Ildibad, Totila. Eraric a fost asasinat la puțină vreme după aceea de către susținătorii lui Totila.